# دون فلورا
دون فلورا (بالإنجليزية: Don Flora)‏ هو مدير فني أمريكي، ولد في 9 سبتمبر 1968.